# Les Cases Blanques
Les Cases Blanques és un edifici del municipi d'Avinyonet del Penedès (Alt Penedès) protegit com a bé cultural d'interès local. La masia va ser bastida possiblement el segle xviii.

## Descripció
La masia està situada a prop del nucli de l'Arboçar de Dalt, envoltada de terres de conreu. Presenta estructura basilical, i consta de planta baixa, pis i golfes. Les cobertes són de teula àrab, a dues vessants. El portal principal d'accés és d'arc de mig punt, adovellat. Les golfes tenen obertures d'arc de mig punt. Les finestres són emmarcades per carreus de pedra, que també són utilitzats a les cantoneres.